# 君がいる限り
「君がいる限り」（きみがいるかぎり）は、ステファニーのデビューシングル。

## 概要
タイトル曲「君がいる限り」他全3曲を収録。初回プレス盤特典としてアニメ『キスダム -ENGAGE planet-』オリジナル描き下ろしイラスト付キャップ（裏ジャケット）仕様となっている。
本作はオリコンウィークリーチャートで初登場91位であったが、発売3週目で最高の36位を記録した。また、auおよびsoftbankの着うたフルチャート、およびYahoo!ミュージック配信チャートでは最高位1位を記録した。さらに、2007年の第49回日本レコード大賞新人賞を受賞した。

## 収録曲
1. 君がいる限り
  - 作詞：STEPHANIE & mavie、作曲：ジョー・リノイエ、編曲：ジョー・リノイエ & 長岡成貢
  - テレビ東京系アニメ『キスダム -ENGAGE planet-』前期エンディングテーマ
  - tvk系『saku saku』2007年7月度エンディングテーマ
2. All the Way
  - 作詞：STEPHANIE & 矢住夏菜、作曲・編曲：ジョー・リノイエ & 峰正典
  - 日本テレビ『ラジかるッ』2007年6月度エンディングテーマ
3. ANGEL GIRL
  - 作詞：STEPHANIE & 内田広海、作曲・編曲：ジョー・リノイエ

## 収録アルバム
- 『ステファニー』（#1, #3）